# Ditrichophora graeca
Ditrichophora graeca är en tvåvingeart som först beskrevs av Canzoneri och Giuseppe Giovanni Antonio Meneghini 1985.  Ditrichophora graeca ingår i släktet Ditrichophora och familjen vattenflugor.
Artens utbredningsområde är Grekland. Inga underarter finns listade i Catalogue of Life.